# Korpus Hofmann
Korpus Hofmann (izvirno nemško Korps Hofmann) je bil korpus avstro-ogrske kopenske vojske, ki je bil aktiven med prvo svetovno vojno.

## Zgodovina
Korpus, kateremu je poveljeval podmaršal Peter Hofmann (po komer je bil tudi poimenovan), je bil aktiven med oktobrom 1914 in majem 1916, ko je bil preimenovan v 25. korpus.
Poveljniki
- Peter Hofmann: oktober 1914 - maj 1916

Načelniki štaba
- Robert Lamezan-Salins: oktober 1914 - maj 1916